# Villaflores, Siltepec
Villaflores är en ort i Mexiko.   Den ligger i kommunen Siltepec och delstaten Chiapas, i den sydöstra delen av landet, 800 km sydost om huvudstaden Mexico City. Villaflores ligger 1 628 meter över havet och antalet invånare är 177.
Terrängen runt Villaflores är bergig söderut, men norrut är den kuperad. Terrängen runt Villaflores sluttar norrut. Runt Villaflores är det ganska tätbefolkat, med 83 invånare per kvadratkilometer. Närmaste större samhälle är El Porvenir de Velasco Suárez, 18,7 km öster om Villaflores. I omgivningarna runt Villaflores växer i huvudsak städsegrön lövskog.